# لييج-باستون-لييج 2010
لييج-باستون-لييج 2010 هو أحد سباقات طواف العالم للدراجات 2010 أقيم بتاريخ أبريل 25، تكون السباق من مرحلة واحدة وامتدّ لمسافة 258 كم بسرعة 38.91 كم/س، استغرق السباق 6 ساعة 37 دقيقة 48 ثانية. فاز به الكازاخستاني أليكساندر فينوكوروف وحلّ ثانيا الروسي ألكسندر كولوبنيف بينما حصل على المركز الثالث البلجيكي فيليب جيلبير.

## الترتيب
| م                     | الدرّاج              | البلد     | الزمن                    |
| --------------------- | ------------------- | --------- | ------------------------ |
| الفائز بالترتيب العام | أليكساندر فينوكوروف | كازاخستان | 6 ساعة 37 دقيقة 48 ثانية |
| الثاني                | ألكسندر كولوبنيف    | روسيا     |                          |
| الثالث                | فيليب جيلبير        | بلجيكا    |                          |